# Agustín Marchesín
Agustín Federico Marchesín (San Cayetano, 16 maart 1988) is een Argentijns voetballer die als doelman speelt. Hij verruilde FC Porto in augustus 2022 voor Celta de Vigo. Marchesín debuteerde in 2011 in het Argentijns voetbalelftal.

## Clubcarrière
Marchesín stroomde door vanuit de jeugd van Lanús, waarvoor hij in maart 2009 in het eerste elftal debuteerde. Hij werd in seizoen 2009/10 eerste doelman en bleef dat ook de volgende vijf seizoenen. Lanús laveerde in die tijd tussen de middenmoot en de subtop van de Primera División, met een uitschieter in de apertura van 2013/14. Marchesín en zijn teamgenoten eindigden toen op twee punten afstand van kampioen San Lorenzo. Het hoogtepunt van zijn tijd bij Lanús was het winnen van de Copa Sudamericana 2013.
Marchesín verruilde Argentinië in januari 2015 voor Mexico. Hier speelde hij twee jaar voor Santos Laguna en daarna drie jaar voor Club América. Hij werd met beide teams landskampioen. América verkocht Marchesín in augustus 2019 aan FC Porto. Dat trok hem aan als vervanger voor Iker Casillas, die twee maanden eerder een hartaanval kreeg. Die herstelde, maar keerde niet meer terug op het voetbalveld. Marchesín werd en bleef zo twee seizoenen eerste doelman bij de Portugese club. Hiermee werd hij opnieuw landskampioen. Daarnaast debuteerde hij in dienst van Porto in zowel de Champions League als de Europa League. Zijn teamgenoten en hij bereikten in beide toernooien de knock-outfase. Coach Sérgio Conceição koos er bij aanvang van seizoen 2021/22 voor om Diogo Costa te promoveren tot eerste doelman. Marchesín diende dat jaar als reservedoelman.
Marchesín tekende in augustus 2022 bij Celta de Vigo. Hier volgde hij zijn landgenoot Matías Dituro op als eerste doelman. Marchesíns eerste seizoen bij Celta eindigde in februari 2023, toen hij tijdens een training zijn achillespees scheurde.

## Interlandcarrière
Marchesín debuteerde op 16 maart 2011 in het Argentijns voetbalelftal, in een oefeninterland tegen Venezuela. Hij zat datzelfde jaar nog twee keer bij de nationale selectie, maar werd vervolgens niet meer opgeroepen tot oktober 2014. Marchesín behoorde tot het Argentijnse team op de Copa América 2015, Copa América 2019 en Copa América 2021, maar kwam op geen van die toernooien in actie.

## Erelijst
Lanús
- Copa Sudamericana: 2013

 Santos Laguna
- Liga MX: Clausura 2015
- Campeón de Campeones: 2015

 América
- Liga MX: Apertura 2018
- Copa MX: Clausura 2019
- Campeón de Campeones: 2019

 Porto
- Primeira Liga: 2019/20, 2021/22
- Taça de Portugal: 2021/22
- Supertaça Cândido de Oliveira: 2020, 2022

 Argentinië
- Copa América: 2021